# Zentai Lilla
Zentai Lilla (névvariáns: Zentay) (Budapest, 1964. április 20. –) magyar színésznő.

## Élete
1986-ban színésznőként diplomázott a Színház- és Filmművészeti Főiskolán, a Kazán István vezette operett-, musicalszínész osztályban. 1985-től a Fővárosi Operettszínházban illetve a Madách Színházban volt gyakorlaton.
1986-tól az Arany János Színház szerződtette. 1988-tól a Madách Színházban játszott.

## Fontosabb színházi szerepei
- Ábrahám Pál: Hawaii rózsája...Raka, hawaii lány
- Oscar Wilde: Bunbury...Gwendolin
- Bernard Slade: Romantikus komédia...Kate
- William Shakespeare: Szeget szeggel...Franciska, apáca
- Alexandre Dumas - Roger Planchon: A három testőr...Lady Winter
- Alexandr Vologyin: Krimi a kőkorban...Teknőc
- Molnár Ferenc: Az üvegcipő...Julcsa
- Moldova György: Malom a pokolban...Pincérnő

## Filmek, tv
- Leo Fall: Pompadour (magyar operettfilm, 1985)
- A nagymama (1986)
- Kreutzer szonáta (1987)
- Bánk bán (1987)
- Szigorú idők (1988)
- Miniszter (1988)
- A védelemé a szó (1988)
- Szomszédok (teleregény) 24. rész; 25. rész; 26. rész; 33. rész (1988)
- Fagylalt tölcsér nélkül (1989)
- A kis cukrászda (1989)
- Családi kör (sorozat) Okuljatok mindannyian e példán című rész (1989)
- Oktogon (1989)
- Gyuszi ül a fűben (sorozat) 3. rész; 4. rész ; 6. rész; 8. rész (1989–1990)
- Várunk rám (1991)
- Bécsi ezüst (1991)
- A Tógyer farkasa (1991)
- Szakíts helyettem (1991)
- Razzia az Aranysasban (1991)
- Kisváros (sorozat)  Viszontlátásra, Erzsike! című rész (1994)
- Pá Drágám (1994)